# Thomas Lowe
Pour les articles homonymes, voir Lowe.
Thomas Lowe (1719–1er mars 1783) est un ténor et acteur anglais. Il commence sa carrière au Théâtre de Drury Lane en 1740. Cette même année, il interprète le rôle-titre lors de la création de l'opéra Alfred de Thomas Arne. Il se produit essentiellement à Covent Garden jusqu'à 1760 et devient plus particulièrement associé aux compositions d'Arne et Haendel. Il se produit également fréquemment au pleasure garden (en) de Londres.

## Sources
- (en) Cet article est partiellement ou en totalité issu de l’article de Wikipédia en anglais intitulé « Thomas Lowe (tenor) » (voir la liste des auteurs).
- Lowe, Thomas sur Wikisource
- Biography of Thomas Lowe at Vauxhall Gardens